# Kouroussa
Kouroussa est une ville de Guinée, située en Haute-Guinée (région de Kankan). Elle est le siège de la préfecture de Kouroussa.

## Étymologie
Kouroussa a été nommé d'après une rivière, la rivière à l'entrée de la ville en venant de Kankan.  La rivière a été nommée d'après une rivière (Kouroussalén) à Kita, qui était la ville d'immigrants de leurs ancêtres[réf. nécessaire]. 

## Histoire
Kouroussa a été fondée par les Keita's de Balato qui était leur premier village après leur ville d'immigration, Kita. Vers 1470, ils ont immigré de là pour hériter de Dankaran Touma à Kissidougou, pensant que c'était assise dans la Haute-Niger. Après la mort de leur père (Morabama et Moridema), ils ont fondé de nombreux villages à la rive gauche et droite et ont formé un État traditionnel nommé Hamana (Amana), dans lequel Kouroussa était la capitale[réf. nécessaire]. 
. 
Lors de sa conquête, Samori a annexé Kouroussa et arrêté ou signé un traité avec Karinkan Keita, qui était le roi, dans lequel il était le dernier souverain de l'État.

## Géographie

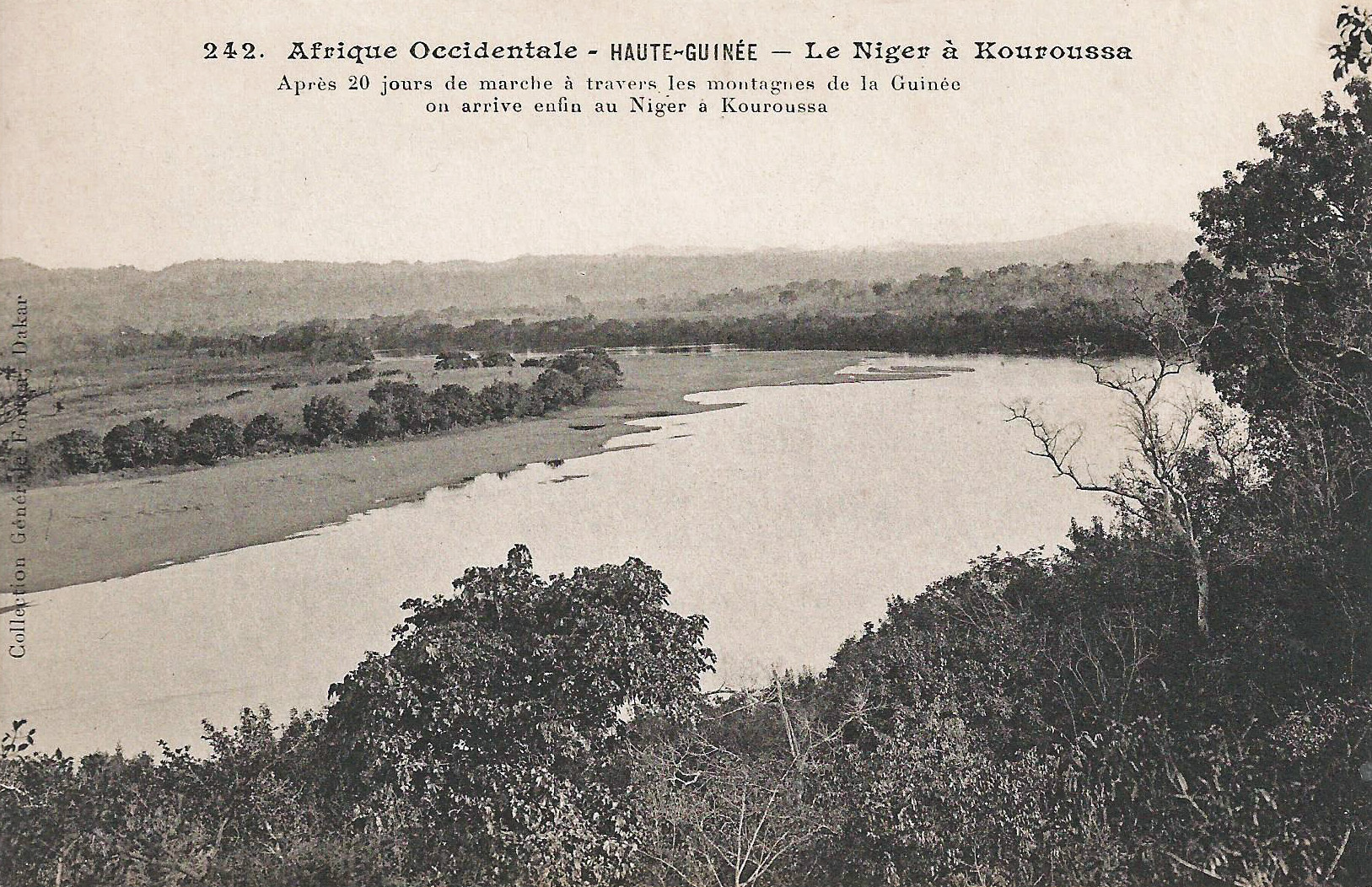
Le Niger à Kouroussa.

Kouroussa est arrosée par le fleuve Niger.

## Population
À partir d'une extrapolation du recensement de 2014 (RGPH3), la population de Kouroussa Centre a été estimée à 42 134 personnes en 2016.

## Histoire
Kouroussa était le chef-lieu d'un cercle du Soudan français, rattaché à la Guinée française par le décret du 17 octobre 1899 (à effet au 1er janvier 1900).

## Personnalités liées à la commune
- Camara Laye (1928-1980), écrivain guinéen ;
- Mamadou Lamine Fofana (1940-), homme politique guinéen ;
- Morissanda Kouyaté (1951-), médecine et homme politique guinéen ;
- Aïcha Bah Diallo (1942-), femme politique et féministe guinéenne.